# Carlo Cammarota
Carlo Cammarota (Minturno, 5 marzo 1905 – Roma, 26 febbraio 1990) è stato un pianista, compositore, direttore d'orchestra e didatta italiano.

## Biografia

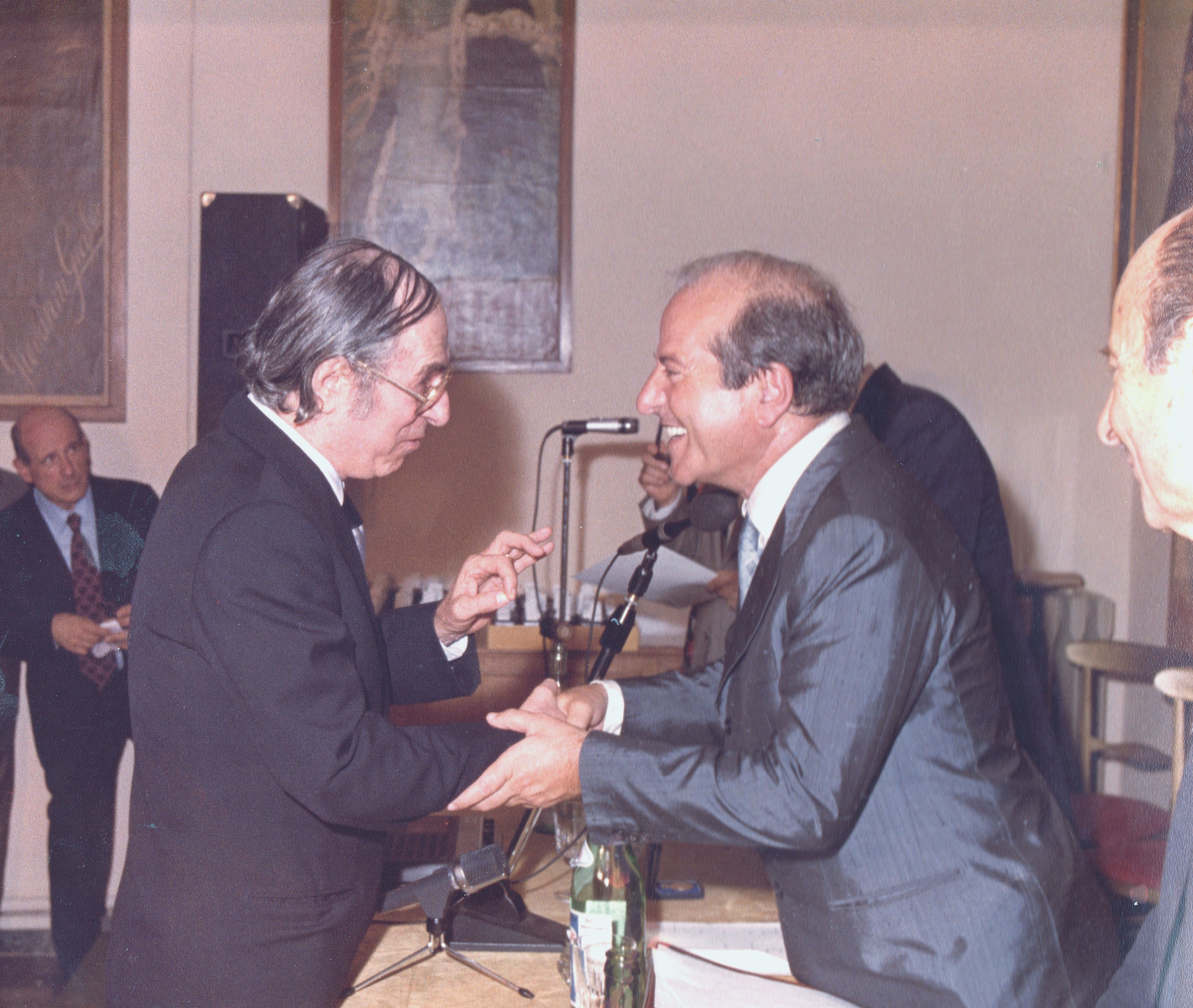
8 ottobre 1980: il presidente della SIAE Luigi Conte consegna la medaglia d'oro a C. Cammarota quale socio al 50º anno di iscrizione.

Nato da genitori di nobili origini, era pronipote per parte di padre del generale marchese Giuseppe Parisi, ministro e fondatore della scuola militare Nunziatella di Napoli, nonché pronipote dell'Arcivescovo di Gaeta Filippo Cammarota barone di San Vito che offrì rifugio al Papa Pio IX durante la sua fuga da Roma.
Undicesimo di tredici figli dimostrò già dall’età di cinque anni e senza aver ricevuto alcun insegnamento un talento precoce e spontaneo per il pianoforte tale da accompagnare nelle serate mondane di famiglia i balli dell’epoca.
Si diplomò presso il conservatorio S. Pietro a Majella di Napoli in pianoforte con Alessandro Longo (1926) e in composizione con Achille Longo e Gennaro Napoli (1931).
Avviatosi al concertismo,  dapprima come pianista,  poi come direttore d’orchestra (Roma,  Firenze, Napoli, Parigi, Varsavia…),  fu direttore dell’Orchestra Alessandro Scarlatti di Napoli. Dal 1932 diresse la Scuola di Musica "San Ferdinando" di Salerno, oggi conservatorio, e dal 1938 insegnò composizione al conservatorio di Cagliari.

1947-48: C. Cammarota dirige l'Orchestra Femminile di Roma

Nel 1935 sposò la sua allieva Elena Zagari, diplomata in pianoforte, dalla quale ebbe quattro figli; di questi il primogenito Lionello e l’ultimogenito Fabio seguirono le orme professionali del padre.
Nel 1941 divenne titolare di musica corale e direzione di coro al conservatorio Santa Cecilia di Roma, e dal 1965 insegnò armonia, contrappunto e fuga al Pontificio Istituto di Musica Sacra. A partire dagli anni Cinquanta si dedicò esclusivamente alla composizione e alla didattica.
Come compositore,  il suo stile rimase lontano dalle tendenze sperimentali della seconda metà del Novecento,  preferendo una ispirazione neoclassicista di concezione hindemithiana.
Fu vincitore del concorso di composizione Alfredo Casella con il tema con variazioni per violino, violoncello e pianoforte (1964).

Dedica di Francesco Cilea a C. Cammarota

Tra le sue opere didattiche, L’armonizzazione del canto dato (Milano 1959) è tutt’oggi opera basilare diffusa soprattutto all’estero per lo studio della composizione. È stato fra l’altro promotore della educazione musicale introdotta nella scuola media unica con Legge n.1859/62.

## Composizioni

### Operine
- Frugolina (1929)[2]
- La scaltra locatrice (1938)

### Musica da camera
- Sonata per violino e pianoforte (1932)
- Arioso e fuga per flauto, violino e pianoforte (1960)
- Recitativo, intermezzo e danza per fagotto e pianoforte (1961)

Il padre del Maestro

- Il padre del MaestroIntroduzione, fuga cromatica e finale per flauto, oboe, clarinetto, fagotto e corno (1963)
- Tema con variazioni per violino, violoncello e pianoforte (1965)
- Ethos per flauto e pianoforte (1968)
- Contrappunto e fuga per violino, viola e violoncello (1974)
- Quartetto per archi per 2 violini, viola e violoncello (1975)
- Due trattenimenti per xilofono, vibrafono e percussioni (1975)
- Quartetto per violino, viola, violoncello e pianoforte (1978)
- Preambolo e fuga per violino e chitarra (1979)

La madre arpista del Maestro

- La madre arpista del MaestroTrio per flauto, violoncello e pianoforte (1983)
- Adagio e tema con variazioni per violino e pianoforte (1984)
- Adagio, introduzione e allegro per flauto, violino e chitarra (1984)
- Due tempi per flauto, violino, violoncello e chitarra (1985)

### Composizioni per orchestra
- Tempo di marcia per orchestra (1940)
- Requiem per soli, coro e orchestra (1950)
- Natale (lirica) per orchestra o canto e pianoforte (1951)
- Sinfonia per orchestra (1956)
- Concerto per pianoforte e orchestra (1959)
- Preludio, adagio e toccata per pianoforte e orchestra (1961)
- Adagio e allegro da concerto per violino e orchestra(1968)[3]
- Divergenze per orchestra (1971)
- Due movimenti per orchestra d’archi per archi (1972)
- Adagio di anonimo del ‘700 per archi (1974)
- Concerto per 2 chitarre e orchestra (1983)

### Composizioni per strumento solista
- Allieva e moglie del MaestroPreludio per pianoforte (1932)
- Burlesca per pianoforte (1934)
- Toccata per 2 pianoforti (1952)

Allieva e moglie del Maestro

- Otto momenti musicali per pianoforte (1957)
- 12 studi da concerto per pianoforte (1961)
- Quadretti infantili per pianoforte (1974)
- Acquarelli napoletani per chitarra (1975)
- Re della Gloria per organo dalla raccolta “Celebriamo” (1975)
- Ninna nanna per un bimbo che dovrà nascere per pianoforte (1983)
- Divertimento in forma di studio per 2 chitarre (1983)

### Composizioni vocali da camera
- 4 cori su parole popolari antiche napoletane per coro (1933)
- Raccolta corale per voci e pianoforte (1963)
- Psalmus XLVII per coro (1963)
- Inclina Aurem Tuam per coro (1972)
- Venite, Exultemus Domino per coro (1972)
- Dominus Regnat per coro (1972)
- Psalmus CXLIX per coro (1975)
- La rondine per coro a 5 voci bianche (1975)
- Scherzo per coro misto a 4 voci per coro (1982)
- A Madre Letizia per canto e armonium o pianoforte (1988)

### Opere didattiche
- 24 lezioni di armonia, bassi imitati e fugati (Roma 1940)
- 120 bassi (Roma 1943)
- Bassi imitati e fugati, realizzazione delle 24 lezioni di armonia (Roma 1953)
- L’armonizzazione del canto dato (Milano 1959)
- Il corale (Milano 1963)
- 359 temi per lo studio della composizione (Padova 1972)